# Scleropactes botosaneanui
Scleropactes botosaneanui är en kräftdjursart som beskrevs av Albert Vandel1973. Scleropactes botosaneanui ingår i släktet Scleropactes och familjen Scleropactidae. Inga underarter finns listade i Catalogue of Life.